# Білоносова (Талицький міський округ)
Білоно́сова (рос. Белоносова) — присілок у складі Талицького міського округу Свердловської області.
Населення — 2 особи (2010, 0 у 2002).